# (5292) Mackwell
(5292) Mackwell est un astéroïde de la ceinture principale.

## Description
(5292) Mackwell est un astéroïde de la ceinture principale. Il fut découvert le 12 janvier 1991 à Fujieda par Minoru Kizawa et Hitoshi Shiozawa. Il présente une orbite caractérisée par un demi-grand axe de 2,57 UA, une excentricité de 0,16 et une inclinaison de 15,5° par rapport à l'écliptique.

## Compléments